# Mejdi Chehata
Mejdi Chehata, né le 19 avril 1997, est un athlète tunisien, spécialiste du saut à la perche.

## Carrière
Il est médaillé de bronze du saut à la perche aux championnats panarabes d'athlétisme 2017 à Radès et aux championnats d'Afrique d'athlétisme 2018 à Asaba.